# Nước Đại Nam đối diện với Pháp và Trung Hoa
Nước Đại Nam đối diện với Pháp và Trung Hoa, 1847-1885 (Tiếng Pháp: L'Empire vietnamien face à la Chine et à la France, 1847-1885) là cuốn sách xuất bản tại Paris năm 1987 do nhà xuất bản L'Harmattan ấn hành, viết về một giai đoạn lịch sử của nước Đại Nam (tức Việt Nam) triều vua Tự Đức khi Thực dân Pháp chuẩn bị xâm lược. Tác giả của cuốn sách là Yoshiharu Tsuboï, giáo sư người Nhật Bản ở Đại học Waseda, Nhật Bản.

## Nhận xét về cuốn sách
Nhà dân tộc học người Pháp, Georges Condominas, chuyên nghiên cứu về Việt Nam đã nhận xét về cuốn sách như sau: "Sự soi rọi độc đáo một giai đoạn quan trọng nhất đã thai nghén ra lịch sử đương thời"; còn GS Trần Văn Giàu, trong lời giới thiệu cuốn sách, từ bản dịch tiếng Pháp sang tiếng Việt, có viết: "Y. Tsuboï đã vẽ dung mạo của những con người cụ thể, diễn viên chính và phụ của tấn bi kịch 40 năm thời Tự Đức: từ vị thừa sai này, tên cướp núi cướp biển nọ, hoàng đế, tể tướng, lái buôn đến các sĩ phu và văn thân".

## So sánh Việt-Nhật
Cuốn sách giới thiệu về nước Đại Nam (tức Việt Nam) dưới triều vua Tự Đức 1847-1885 trước họa xâm lăng của Pháp và Trung Hoa. Đây là thời kỳ mấu chốt. Đấy là thời điểm có thể nói nghiêm trọng nhất trong số phận tồn vong của các dân tộc phương Đông khi phải đối mặt với một thế giới trước đó hoàn toàn xa lạ: phương Tây của Chủ nghĩa tư bản đang lên. Đúng ra, không chỉ "chủ nghĩa tư bản", còn là một nền văn minh, một nền văn hóa, thậm chí một thời đại hoàn toàn khác lạ. Trong cuộc giáp mặt quyết liệt ấy, chỉ duy nhất có Nhật Bản thành công, trong khi tất cả các dân tộc khác, theo nhiều kiểu khác nhau, đều thất bại.
Đầu thế kỷ 19, tình hình hai nước Việt Nam và Nhật Bản có lẽ chưa quá khác biệt nhau là mấy. Đến triều vua Tự Đức, thời kỳ này ở Việt Nam đại để cũng là thời kỳ Minh Trị ở Nhật Bản, hai nước đều phải "đối diện" với một loạt vấn đề. Thế mà, trước bão táp Âu - Mỹ, nước Nhật Bản giữ vững độc lập và nhanh chóng trở thành cường quốc ngang hàng với các nước lớn mạnh Âu - Mỹ, còn nước Việt Nam thì suy đốn không cứu chữa nổi, bị Pháp lấn áp, gặm dần, nuốt trọn, rốt cuộc trở thành thuộc địa, xiềng chân gông cổ cho đến nỗi cái tên Việt Nam và Đại Nam cũng bị xóa khỏi bản đồ thế giới.
Cuốn sách là một sự so sánh chính xác giữa hai nước Việt Nam và Nhật Bản cùng thời kỳ này. Nhiều bài học rút ra về thành công của Nhật Bản, đặc biệt là "Tinh thần Nhật Bản", được ghi lại trong một tài liệu có tiêu đề "Năm điều cấp bách nhất của Nhật Bản" do học giả Hà Lan học, Kanda Kōhai, thảo ngay trước cuộc Cải cách. Năm điều đó là:
1. Nước Nhật chúng ta phải mãi mãi độc lập. Nhật Bản không thể lệ thuộc bất cứ quốc gia nào khác.
2. Nếu muốn giữ độc lập, ta phải tạo ra sức mạnh xứng đáng với quốc gia.
3. Nếu muốn có sức mạnh quốc gia, dân chúng phải biết đoàn kết với nhau ở khắp miền đất nước.
4. Nếu muốn đoàn kết cả nước, dân phải tuân thủ phép nước.
5. Nếu muốn dân theo phép nước, triều đình phải biết áp dụng những lý thuyết từ mọi miền đất nước, không thể kiên trì với những cách lý luận một chiều.

## Nhận xét về Việt Nam
Báo cáo của nhà ngoại giao và Hán học Philastre gửi Thống đốc Nam Kỳ năm 1878 viết: "Đất nước này hết sức nghèo nàn, chính phủ bị ràng buộc trong tất cả mọi hoài bão có thể có và trong tất cả mọi ý muốn cải cách, bởi những sợi dây không thể cắt đứt mà không làm đổ vỡ hết đồng loạt. Triều đình còn bị kìm hãm bởi những điều mê tín của một xã hội đã được cấu tạo rất chặt chẽ; đối với kẻ cầm đầu, mê tín đó là những cái cớ viện dẫn để bảo vệ những quyền lợi đã có, đối với tất cả mọi người thì đó là khí giới phòng thủ chống lại mọi thay đổi. Mỗi người đều biết mình có lợi gì khi thay đổi, nhưng lại chú ý nhiều nhất tới những gì sẽ mất và đều không muốn bắt đầu từ đấy.".

## Tóm tắt
Cuốn sách gồm 9 chương:
- Chương 1: Nước Việt Nam trước 1847: Mấy đặc thù
- Chương 2: Những người Pháp đến Việt Nam: Từ giáo sĩ Alexandre De Rhodes tới Paul Philastre
- Chương 3: Trung Hoa và người Hoa vào thời kỳ độc lập dưới triều Nguyễn
- Chương 4: Tự Đức: Một quyền thừa kế chính thống bị tranh cãi
- Chương 5: Các nhân vật chủ yếu của chính quyền Tự Đức
- Chương 6: Nhóm trung thành và nhóm đối kháng
- Chương 7: Thay đổi nhân sự và điều chỉnh chính trị
- Chương 8: Tầng lớp văn thân lánh xa Tự Đức
- Chương 9: Từ cuộc tranh chấp Pháp-Việt tới cuộc chiến Pháp-Hoa.

## Lời cảm ơn
Trong lời của ơn của cuốn sách, tác giả Yoshiharu Tsuboï đã cảm ơn giáo sư Georges Condominas, vị chủ nhiệm bảo trợ luận án của ông; giáo sư Nguyễn Thế Anh, nguyên Viện trưởng Đại học Huế, nhà nghiên cứu tại CNRS; các giáo sư Lê Thành Khôi, Piere-Richard Feray...

## Bản tiếng Việt
Nước Đại Nam đối diện với Pháp và Trung Hoa
Nguyễn Đình Đầu dịch với sự cộng tác của Bùi Trân Phượng và Tăng Văn Hỷ, lời bạt: Nguyên Ngọc
- Hà Nội: Hội Sử học Việt Nam, 1993
- Hà Nội: Nhà xuất bản Tri thức và Công ty Cổ phần Văn hóa và Truyền thông Nhã Nam, 2011